# Батирово
Бати́рово (рос. Батырово, башк. Батыр) — село у складі Федоровського району Башкортостану, Росія. Входить до складу Михайловської сільської ради.
Населення — 441 особа (2010; 458 в 2002).
Національний склад:
- башкири — 66%
- татари — 34%